# Saucats
Saucats là một xã trong tỉnh Gironde, thuộc vùng hành chính Aquitanien của nước Pháp, có dân số là 1655 người (thời điểm 1999). Xã nằm trong vùng đô thị của thành phố Bordeaux. Saucats là một nơi trồng nho trong vùng trồng nho Graves.

## Nhân khẩu học
| 1962 | 1968 | 1975 | 1982  | 1990  | 1999  |
| ---- | ---- | ---- | ----- | ----- | ----- |
| 550  | 578  | 709  | 1 054 | 1 514 | 1 655 |